# 강심장 리그
《강심장 리그》는 SBS TV에서 방송된 예능 프로그램이다.

## 기획 의도
실검이 사라진 시대, 요즘 이슈는 뭐고 누가 핫해?!
실검이 사라지고 유튜브 개인화 알고리즘에 갇혀 최신 트렌드를 읽기 어려워진 시대!
대한민국 국민들은 지금도 대세 트렌드에 목마르다!
나에게 도움이 되는 찐 이야기! <온라인 뉴스> <유튜브>만큼 hip 하고 똑똑하게!
“세상 돌아가는 이야기”를 알려주는 NEW 토크쇼!

## 제작진
- 극본 : 김미경, 김재연, 백윤경, 전민주, 박희경, 최혜진, 정금옥, 조민정, 심세영, 최해담
- 연출 : 김동욱, 한비인, 한예슬, 한민희

## 진행자
- 강호동
- 이승기

## 토크 코치
- 호동 팀 : 김동현, 김호영, 엄지윤
- 승기 팀 : 이지혜, 영탁, 손동표 (미래소년)

## 게스트
| 회차 | 방송일          | 게스트 | 우승자 |
| ---- | --------------- | --- | ------ |
| 1회  | 2023년 5월 23일 | 호동 팀 : 심소영, 이효정, 조정린, 지석진, 레이디 제인, 김강림 승기 팀 : 허동원, 하종선 (변호사), 지승준 (날아라 슛돌이), FIFTY FIFTY (키나, 새나), 박지아, 김대규 | 지석진 |
| 2회  | 2023년 5월 30일 | 호동 팀 : 심소영, 이효정, 조정린, 지석진, 레이디 제인, 김강림 승기 팀 : 허동원, 하종선 (변호사), 지승준 (날아라 슛돌이), FIFTY FIFTY (키나, 새나), 박지아, 김대규 | 지석진 |
| 3회  | 2023년 6월 6일  | 호동 팀 : 박항서, 김영철, 최다비 (비쥬), 폴 킴, 김예원, 황민구 승기 팀 : 한수연, 김태균, 이켠, 심형탁, 브브걸, 허우령                                             | 허우령 |
| 4회  | 2023년 6월 13일 | 호동 팀 : 박항서, 김영철, 최다비 (비쥬), 폴 킴, 김예원, 황민구 승기 팀 : 한수연, 김태균, 이켠, 심형탁, 브브걸, 허우령                                             | 허우령 |
| 5회  | 2023년 6월 27일 | 호동 팀 : 노사연, 송해나, 조현아 (어반자카파), 김원훈, 정영주, 변우민 승기 팀 : 지상렬, 황치열, 양희경, 신기루, 신현지                                            | 황치열 |
| 6회  | 2023년 7월 4일  | 호동 팀 : 노사연, 송해나, 조현아 (어반자카파), 김원훈, 정영주, 변우민 승기 팀 : 지상렬, 황치열, 양희경, 신기루, 신현지                                            | 양희경 |
| 7회  | 2023년 7월 11일 | 호동 팀 : 한해, 갈소원, 김종민 (코요태), 이형택, 럭키 승기 팀 : 김호중, 그리, 기은세, 신지 (코요태), 홍성흔, 우희준                                               | 김호중 |
| 8회  | 2023년 7월 18일 | 호동 팀 : 한해, 갈소원, 김종민 (코요태), 이형택, 럭키 승기 팀 : 김호중, 그리, 기은세, 신지 (코요태), 홍성흔, 우희준                                               | 우희준 |
| 9회  | 2023년 7월 25일 | 호동 팀 : 박선영, 샘 해밍턴, 소유, 이승윤, 이미도, 김연자 승기 팀 : 박주호, 김미려, 박군, 권은비, 양치승                                                          | 소유   |
| 10회 | 2023년 8월 1일  | 호동 팀 : 박선영, 샘 해밍턴, 소유, 이승윤, 이미도, 김연자 승기 팀 : 박주호, 김미려, 박군, 권은비, 양치승                                                          | 박군   |
| 11회 | 2023년 8월 8일  | 호동 팀 : 류승수, 나비, 조혜련, 허경환, 조원희, 모태범 승기 팀 : 이현이, 이혜정, 김수찬, 위아이 (유용하, 김요한), 김동현                                          | 김수찬 |
| 12회 | 2023년 8월 15일 | 호동 팀 : 류승수, 나비, 조혜련, 허경환, 조원희, 모태범 승기 팀 : 이현이, 이혜정, 김수찬, 위아이 (유용하, 김요한), 김동현                                          | 위아이 |

## 결방 및 편성 변경
2023년
- 6월 20일 : 《2030 부산 엑스포》 유치 연설 관련 뉴스특보 편성으로 인한 결방.

## 시청률
| 회차 | 방송일          | AGB 시청률     |
| 회차 | 방송일          | 대한민국(전국) |
| ---- | --------------- | -------------- |
| 1    | 2023년 5월 23일 | 2.9%           |
| 2    | 2023년 5월 30일 | 2.4%           |
| 3    | 2023년 6월 6일  | 2.2%           |
| 4    | 2023년 6월 13일 | 2.4%           |
| 5    | 2023년 6월 27일 | 2.5%           |
| 6    | 2023년 7월 4일  | 2.4%           |
| 7    | 2023년 7월 11일 | 2.5%           |
| 8    | 2023년 7월 18일 | 3.1%           |
| 9    | 2023년 7월 25일 | 3.2%           |
| 10   | 2023년 8월 1일  | 2.7%           |
| 11   | 2023년 8월 8일  | 2.4%           |
| 12   | 2023년 8월 15일 | 2.6%           |

## 같이 보기
- 강심장 - 2010년대판
- 강심장 VS